# Luftföroreningar

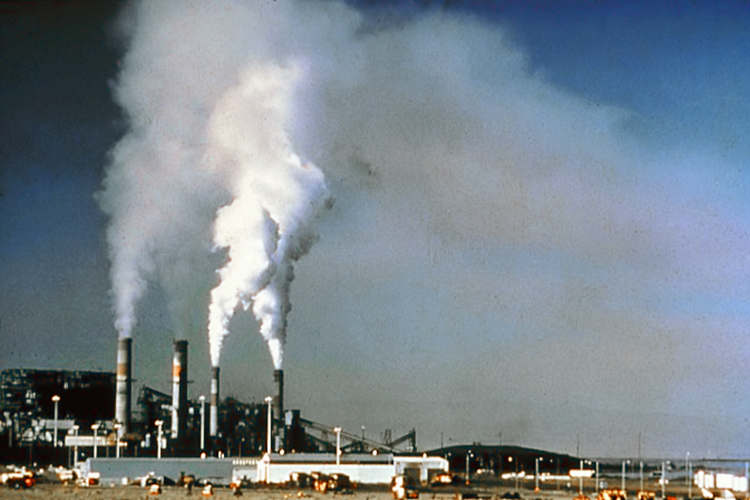
Fabriksrök

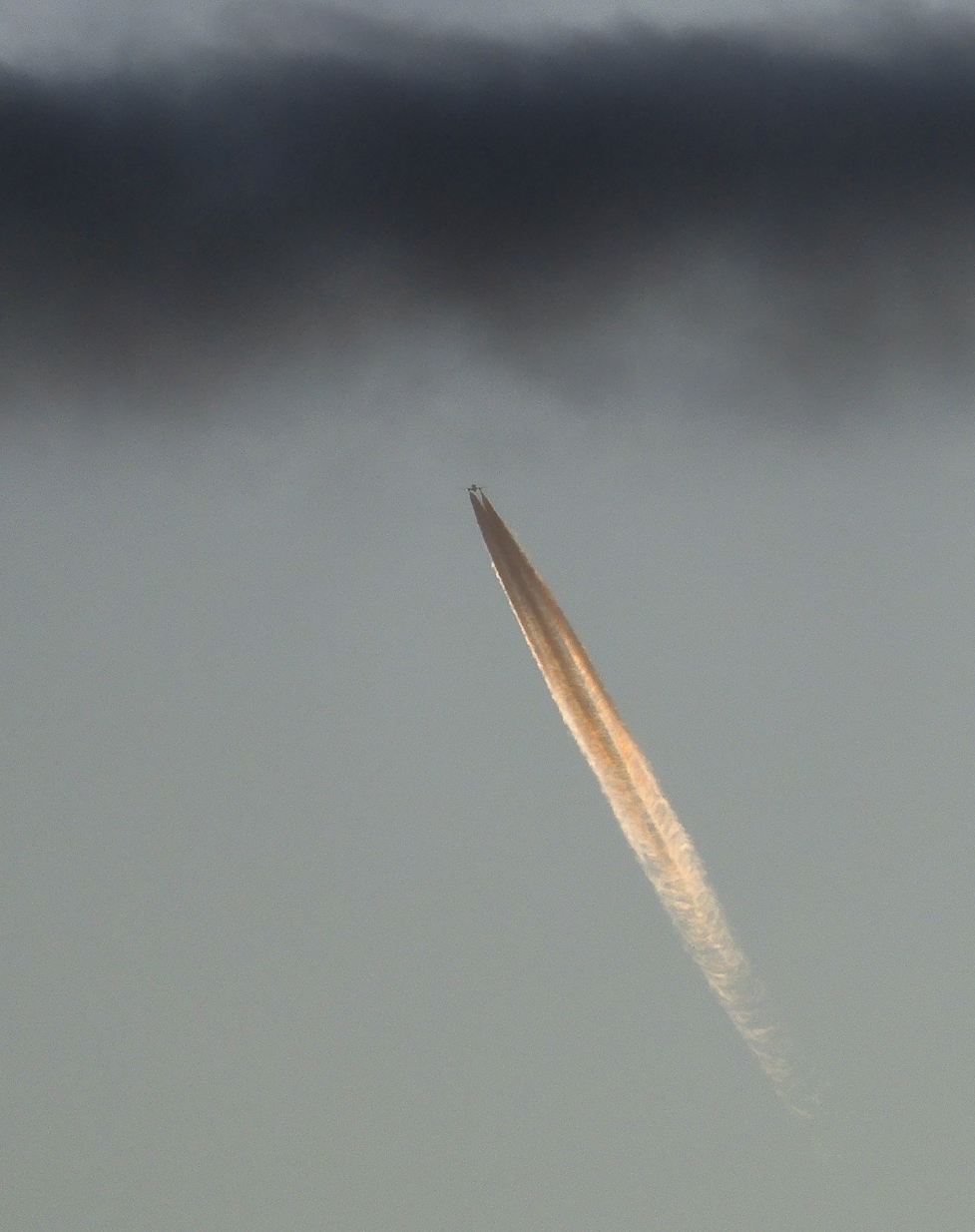
Avgaser från ett jetplan.

Luftföroreningar är gaser och partiklar i luften som har en negativ påverkan på människa och miljö. Till de viktigaste luftföroreningarna räknas kväveoxider (NOx, ett samlingsnamn för kväveoxid och kvävedioxid), aerosoler (små partiklar), polyaromatiska kolväten (PAH), svaveldioxid och marknära ozon. I förbränningshänseende förekommer även så kallade PM, det vill säga luftburna partiklar. Dessa partiklar kan ha olika storlek och således olika farlighet vid inandning. Orsaker till luftföroreningar är bland annat industriell tillverkning, avgaser från fordon samt förbränning av kol och trä.
Världshälsoorganisationen uppskattade 2014 att varje år orsakar luftföroreningar att cirka 7 miljoner människor dör i förtid över hela världen. Studier publicerade i mars 2019 visade att antalet kan vara cirka 8,8 miljoner. Det är fler än de som dör av undernäring, fetma, och droger. I Sverige beräknas att ca 5000 människor dör varje år på grund av dålig luft.
Luftföroreningar är den fjärde största riskfaktorn för att dö och den överlägset största miljöfaktorn för sjukdom. Att minska luftföroreningar är ett effektivt sätt att förbättra folkhälsan. Kina och Indien står tillsammans för 55 procent av de globala dödstalen relaterade till luftföroreningar. 2016 bodde fler än 85 procent av världens befolkning i områden där Världshälsoorganisationens Air Quality Guideline överskreds. Majoriteten av de som dör av luftföroreningar drabbas av hjärt- och kärlsjukdomar och respiratoriska sjukdomar. Även andra sjukdomar är troligen relevanta, däribland cancer, hur barnens och mammans hälsa påverkas av vilken luft den gravida föräldern andas in under graviditeten, hur äldres risk att få demens påverkas av att bo i områden med högre halter av luftföroreningar, hur barns psykiska hälsa kan påverkas av luftföroreningar, och hur antalet besök till psykiatrisk akutmottagning ökar de dagar luften är dålig.

## Svenska miljökvalitetsnormerna (MKN)
De svenska miljökvalitetsnormerna för uteluft är stadgade i miljöbalken, de är baserade på EU-direktiv som Rådets direktiv 1999/30/EG av den 22 april 1999 om gränsvärden för svaveldioxid, kvävedioxid och kväveoxider, partiklar och bly i luften med flera. Det finns miljökvalitetsnormer som inte får överskridas och sådana som endast får överskridas i viss utsträckning. Normerna är framförallt applicerbara i storstadsområden.

### Kvävedioxid
Kraven på halten av kvävedioxid 2006 är att
- timmedelvärdet inte får blir större än 90 mikrogram per kubikmeter luft mer än 175 gånger per år
- timmedelvärdet inte får blir större än 200 mikrogram per kubikmeter luft mer än 18 gånger per år
- dygnsmedelvärdet inte får blir större än 60 mikrogram per kubikmeter luft mer än 7 gånger per år
- årsmedelvärdet inte får blir större än 40 mikrogram per kubikmeter luft.

### Svaveldioxid
Kraven på halten av svaveldioxid 2006 är att
- timmedelvärdet inte får blir större än 200 mikrogram per kubikmeter luft mer än 175 gånger per år
- timmedelvärdet inte får blir större än 350 mikrogram per kubikmeter luft mer än 24 gånger per år
- dygnsmedelvärdet inte får blir större än 100 mikrogram per kubikmeter luft mer än 7 gånger per år
- halten inte får blir större än 125 mikrogram per kubikmeter luft mer än 3 gånger per år.

### Kolmonoxid
Kraven på halten av kolmonoxid 2006 är att ett speciellt uträknat dygnsmedelvärde inte får bli större än 10 milligram per kubikmeter luft.

### Bly
Kraven på halten av bly 2006 är att årsmedelvärde inte får bli större än 0,5 mikrogram per kubikmeter luft.

### Bensen
Kraven på halten av bensen 2006 är att årsmedelvärde inte får bli större än 5 mikrogram per kubikmeter luft.

### Partiklar
I bestämmelser om halter av luftburna partiklar används begreppet PM, particulate matter. Med till exempel PM10 menas partiklar som passerar genom ett selektivt intag som med 50 % effektivitet skiljer av partiklar med en aerodynamisk diameter av 10 µm.
Kraven på halten av PM10 2006 är att
- dygnsmedelvärdet inte får blir större än 50 mikrogram per kubikmeter luft mer än 35 gånger per år
- årsmedelvärdet inte får blir större än 40 mikrogram per kubikmeter luft.

Förslag från EU-kommissionen 2005 om att även införa krav på mindre partiklar PM2,5 i framtiden.

### Marknära ozon
Förslag finns på framtida normer som begränsar halten av marknära ozon till i storleksordningen årsmedelvärde inte får bli större än 120 mikrogram per kubikmeter luft.

## Reningstekniker
Följande tekniker är vanligast för att begränsa utsläpp av föroreningar från industrier eller transportfordon. Teknikerna går ut på att antingen förstöra partiklarna eller att filtrera bort dem från utsläppet innan det når atmosfären.
- Elektrostatisk luftrening
- Cyklonrening
- textila filter
- Aktivt kol
- Kondensorer
- Selektiv katalytisk reduktion och Icke-selektiv katalytisk reduktion
- Utsläppsgascirkulation
- Rökgasrening och andra skrubbers
- Gasflammor